# Roblín
Roblín är en ort i Tjeckien. Den ligger i regionen Mellersta Böhmen, i den centrala delen av landet, 19 km sydväst om huvudstaden Prag. Roblín ligger 379 meter över havet och antalet invånare är 189.
Terrängen runt Roblín är platt åt nordväst, men åt sydost är den kuperad. Runt Roblín är det ganska tätbefolkat, med 192 invånare per kvadratkilometer. Närmaste större samhälle är Prag, 18,6 km nordost om Roblín. Trakten runt Roblín består till största delen av jordbruksmark.